# Чжоу Чжунхэ
Чжо́у Чжунхэ (кит.: 周忠和; род. 19 января 1965) — китайский палеонтолог. Известен тем, что описал один из древнейших родов птиц — Cathayornis и работал в команде над описанием конфуциусорниса (Confuciusornis). Также он занимается изучением и описанием ископаемых птерозавров.
Чжоу получил степень доктора философии в области биологии в 1999 году в Канзасском университете. Он является директором Института палеонтологии и палеоантропологии Китайской академии наук в Пекине. В 2010 году был избран в Национальную академию наук США, в 2011 году избран академиком Китайской академии наук.